# 許善心
许善心（558年—618年），字务本，隋朝官员，高阳郡北新城（今河北省保定市徐水区西）人，家族入南朝定籍余杭（今浙江省杭州市）。
许善心祖父许懋，南梁太子中庶子，始平郡、天门郡二郡守、散骑常侍。父亲许亨，梁朝官至给事黄门侍郎，陈朝历任羽林监、太中大夫、卫尉卿，领大著作。
许善心九岁丧父，被母亲范氏养育。幼年聪明有心智，所有闻听都能背诵记忆，博闻强记，被当世所称道。家中有旧书一万馀卷，全部通读。十五岁会写文章，写信给父亲的朋友徐陵，徐陵非常吃惊，对人说：“才情极高，这是个神童。”出仕初任新安王法曹。太子詹事江总推举他为秀才，应试对策列为高第，授任度支郎中，转任侍郎，充任撰史学士。祯明二年（588年），加通直散骑常侍，到隋朝聘问。隋文帝伐陈，使命完成而没有放行返回南朝，多次上表请求辞行。隋文帝不许，羁留在宾馆。陈朝灭亡，隋文帝遣使相告。许善心穿上丧服在西阶之下号哭，坐在乱草上向东方，经过三日。文帝敕书慰问他。第二日，有诏书到他的宾馆，拜他为通直散骑常侍。赐下衣服一套。许善心痛哭极尽，进入房中改换服饰，再出来向北站立，垂泪再拜受诏。第二日上朝，在殿下拜伏哭泣，悲不能起。文帝对左右说：“我平陈国，只获得此人。既然能怀念他的旧君，就是我的忠臣。”命他以本官当值门下省，赐布帛一千段，母马二十匹。跟随文帝登泰山，后来后授任虞部侍郎。
开皇十六年（596年），有神雀降在含章闼，文帝召百官赐宴，告诉他们这一祥瑞。许善心在座上请求拿来纸笔，写成《神雀颂》。颂辞写好，奏上，文帝很高兴，说：“我见神雀，与皇后一起观赏。今早召公等入宫，刚说此事，许善心在座上才知道，即能作成颂辞，文不加点，笔不停毫，常听说这种事，今天能够见到。”于是赐物二百段。开皇十七年（597年），任命他为秘书丞。当时秘藏图籍多有混乱，许善心仿照阮孝绪《七录》，另作《七林》，一一写出总叙，放在篇首。又在部录之下，表明作者之意，区分其体例。又奏请跟随李文博、陆从典等学者十几人，勘定经史错谬之处。仁寿元年（601年），摄黄门侍郎。仁寿二年（602年），加摄太常少卿，他与牛弘等议定礼乐，秘书丞、黄门的职务照旧。仁寿四年（604年），留守京师。隋文帝在仁寿宫驾崩，隋炀帝秘不发丧，先改变留守官员，让他担任岩州刺史。正好汉王杨谅造反，没有到任。
大业元年（605年），转任礼部侍郎，上奏推荐儒生徐文远为国子博士，包恺、陆德明、褚徽、鲁世达等人都加官级品秩，任命为学官。当年，他作为纳言杨达的副手为冀州道大使，因为符合旨意，赐布帛五百段。左卫大将军宇文述每天借用本部兵数十人以供用自家役使，常工作半日而止。摄御史大夫梁毗上奏弹劾。隋炀帝正要以心腹委任宇文述，开始交付法司调查，千馀人都说被役使。经过二十馀天，法官按照皇帝心意，说役使不满一整天，其天数虽多，不当一起计算，纵然有实情，也当无罪。诸兵士听说了，改口说开始没有被役使。炀帝想要释放，交付议论事情虚实，百官都议论为没有。许善心以为宇文述在仗卫中抽兵自家役使，虽不是一整天，宿卫有缺，与一般役使部下，情况不同。又士兵多轮值，分散回到本部，分别传问，供词不谋而合。现在过了一月，才开始翻供，奸情明显，怎么可以开脱。苏威、杨汪等二十馀人，赞同许善心之议。其馀的大臣认为可以免罪。炀帝赞同免罪之奏。数月后，宇文述诬告许善心：“陈叔宝死后，许善心与周罗睺、虞世基、袁充、蔡徵等人一起去送葬。许善心写祭文，称他为陛下，胆敢在今天加陈叔宝的尊号。”召问他发现属实，自称引援古例，事情得以开释，但是隋炀帝很讨厌他。太史上奏炀帝即位之年，与尧时符合，许善心议论，以先帝哀丧刚刚结束，不应该称贺。宇文述授意御史弹劾他，贬为迁给事郎，降品二等。大业四年（608年），撰写《方物志》奏上。大业七年（611年），跟随隋炀帝至涿郡，炀帝准备从亲自率军东征高句丽，许善心上密奏忤逆圣旨，被免官。当年再征召他为守给事郎。大业九年（613年），摄行为左翊卫长史，跟随皇帝渡辽河，授为建节尉。炀帝曾经言及文帝受命之符，于是问起鬼神之事，敕命许善心与崔祖濬撰写《灵异记》十卷。
当初，许善心之父许亨撰著《梁史》，没有写成就去世了。许善心继承父志，续修家传史书，在《序传》之末，叙述编写意图。大业十年（614年），许善心又跟随隋炀帝至怀远镇，加授朝散大夫。突厥围攻雁门，许善心摄左亲卫武贲郎将，领江南兵宿卫殿省。隋炀帝驾幸江都郡，追叙许善心之前的功勋，授任为通议大夫。下诏恢复原来的品级，行给事郎。大业十四年（618年），宇文化及杀死隋炀帝，隋朝官员全都到朝堂拜贺，只有许善心不到。许弘仁驰马告知他：“天子已经驾崩，宇文将军摄政，合朝文武无不到场。天道人事，自有代替终结，关叔叔你什么事还要这么徘徊！”许善心大怒，不肯随他而去。许弘仁回身上马，哭着说：“将军于叔叔全无恶意，你自求死路，岂不痛心！”回去告知唐奉义，将情况告诉宇文化及，宇文化及派人到他家带到朝堂。宇文化及令人释放了他，许善心没有拜舞就出去了。宇文化及目送他说：“此人很自负气节。”命人捉回来，骂道：“我好意放你，你胆敢如此不逊！”他的同党就把他拖出去，将他杀害，时年六十一岁。越王杨侗称帝，赠左光禄大夫、高阳县公，谥号文节。其子许敬宗。

## 延伸阅读
[在维基数据编辑]
 《北史/卷083》，出自李延壽《北史》
 《隋書·卷58》，出自魏徵《隋书》